# Villa Knobelsdorff

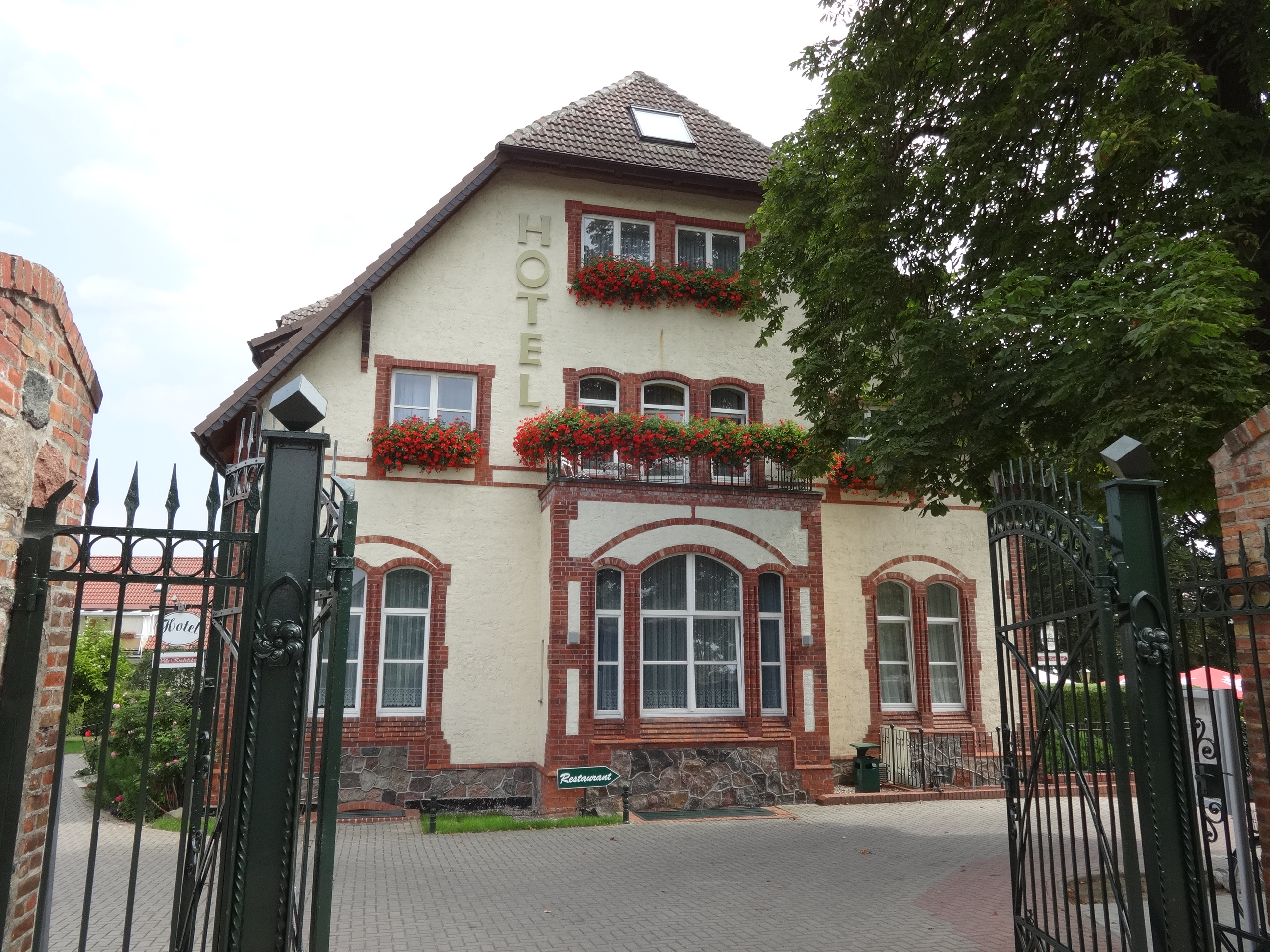
Villa Knobelsdorff in Pasewalk

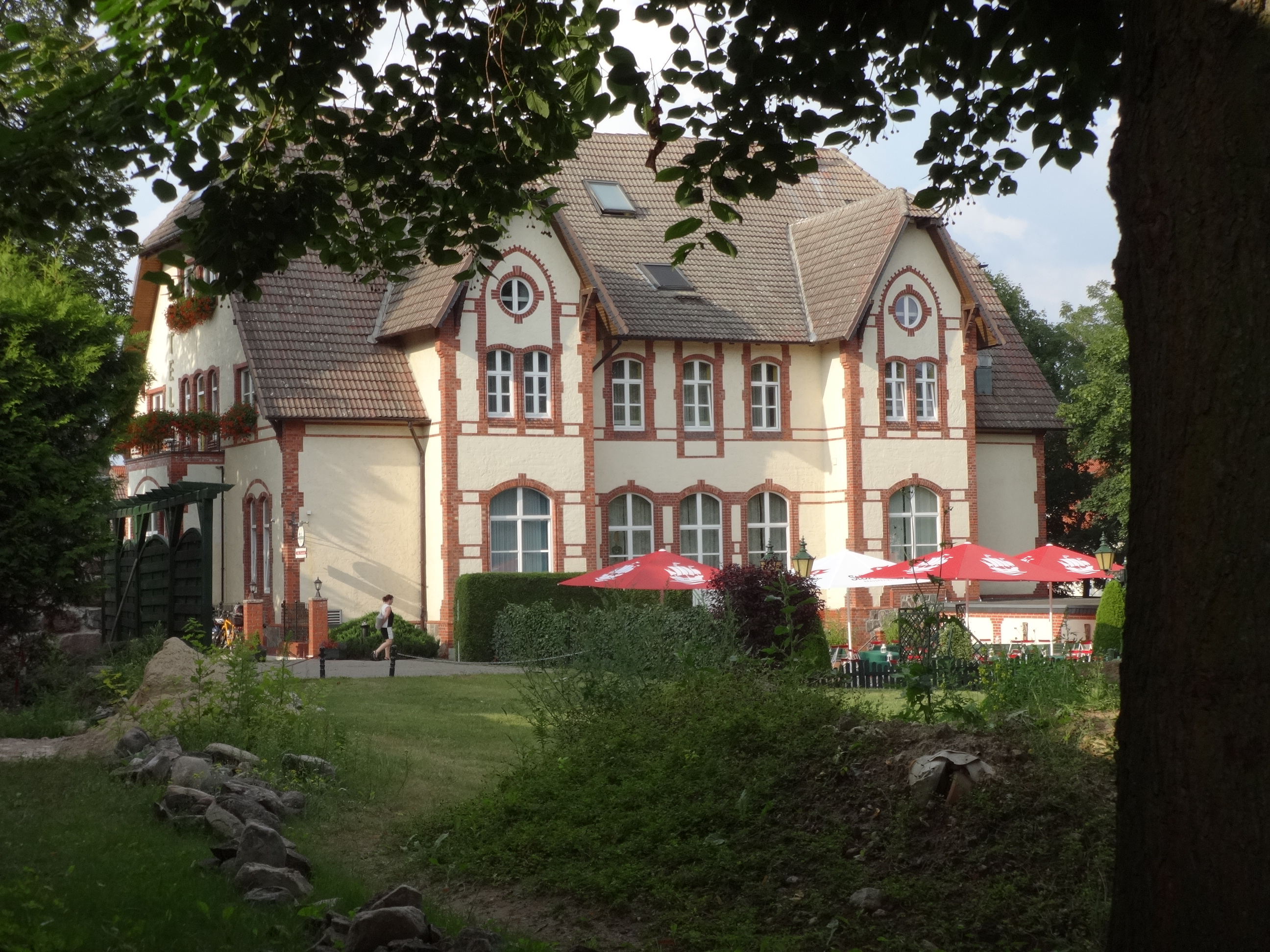
Rückansicht der Villa

Die Villa Knobelsdorff ist ein denkmalgeschütztes Gebäude in Pasewalk, einer Stadt im Landkreis Vorpommern-Greifswald in Mecklenburg-Vorpommern. Es diente im 19. und 20. Jahrhundert dem Standortältesten des Kürassier-Regiments „Königin“ (Pommersches) Nr. 2 als Wohnsitz.

## Geschichte
Friedrich Wilhelm I. sorgte sich nach dem Ende des Dreißigjährigen Krieges um den Wiederaufbau der Stadt. Er verlegte hierzu im Jahr 1721 unter anderem das Ansbach-Bayreuth-Dragonerregiment in die Stadt, aus dem später das Kürassier-Regiment „Königin“ (Pommersches) Nr. 2, hervorging, welches in der Bevölkerung ein hohes Ansehen genoss. Dies wurde auch dadurch unterstrichen, dass die jeweilige preußische Königin Regimentschef war. Den Angehörigen des Regiments stand zunächst jedoch keine eigene Unterkunft zur Verfügung, so dass sie in den Wohnungen der Pasewalker Bürger einquartiert wurden. Dies galt auch für den Kommandeur des Regiments.
1867 übernahm Oberstleutnant Emil von Pfuhl die Führung des Regiments und mietete sich in der Marktstraße ein. Auf seine Initiative hin erwarb das Offizierskorps ein Grundstück an der Ringmauer und ließ dort ein bis 1869 ein Offizierscasino errichten. Für den Bau musste sich von Pfuhl verschulden und verkaufte daher – gegen den Rat seiner Freunde – die linke Grundstückshälfte für 7.200 Mark. 1882 errichtete man am damaligen Stadtrand eine großzügige Kaserne, so dass die Offiziere mit ihren Familien dorthin umziehen konnten. 1895 interessierte sich eine Seifenfabrik für die linke Grundstückshälfte. Die Offiziere befürchteten, dass neben dem Casino nun eine Fabrik entstehen könnte. Sie kauften daher das Grundstück am 16. November 1895 für 17.400 Mark zurück. Um das teuer wieder zurückerworbene Land zu nutzen, sollte ein Kommandeurshaus für den Standortältesten entstehen. 1896 beauftragten sie den Maurermeister Moschell mit dem Bau einer Villa nach Plänen des Geheimrates von Thiedemann. Alfred von Schlieffen bezog das Haus am 1. April 1897. Zur Einweihung erhielt er von der Kaiserin einen Kronleuchter für den Speisesaal. Ende 1910 kam Oskar von Preußen nach Pasewalk und leistete dort seinen Offiziersdienst ab. Er bezog die Villa und nutzte sie fortan als Wohnung. Überliefert ist, dass ihn seine Mutter am 22. Oktober 1910 besuchte. Ihm folgte Oberstleutnant Hans von Knobelsdorff im Jahr August 1913. Er war auch bis zur Auflösung letzter Kommandeur des Regiments. Nach seinem Ausscheiden aus dem aktiven Dienst im Jahr 1921 blieb er in dem Gebäude und richtete dort eine Weinhandlung ein. Erst mit dem Vorrücken der Roten Armee verließ er am 27. April 1945 die Villa. Sie wurde anschließend unter anderem als Flüchtlingsheim genutzt und stand einige Zeit lang leer.
In den 1990er Jahren baute ein Investor die Villa zu einem Hotel mit Restaurant um. Die Eröffnung fand am 28. November 1996 statt. Im Keller des Gebäudes befindet sich der Alte Pasewalker Bierkeller, in dem die Pasenelle, ein traditionelles Pasewalker Bier ausgeschenkt wird.